# Deliblatska Peščara

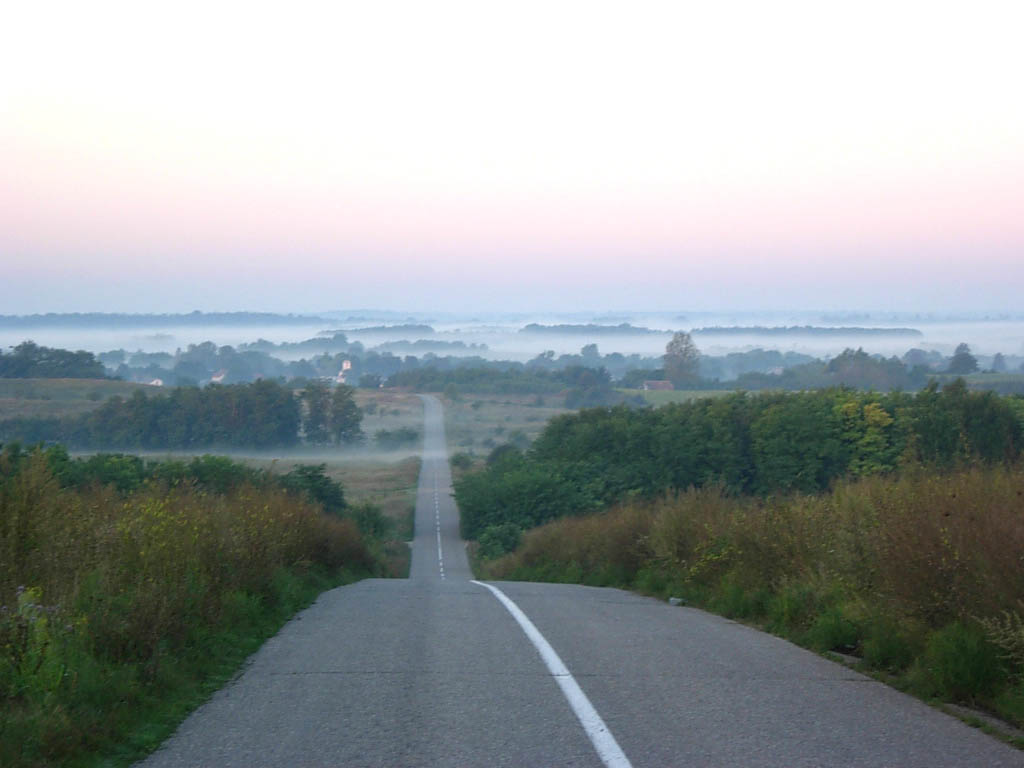
Manhã nebulosa em Deliblatska Peščara

Deliblatska Peščara (Alfabeto cirílico sérvio: Делиблатска Пешчара) ou Areia Deliblato é uma grande área de areia situada na província autônoma de Voivodina, na Sérvia. Está localizada na parte sul de Banat (mais precisamente no Distrito de Banat do Sul, com uma pequena parte no Distrito de Banat Central). A área de areia começa na vila de Deliblato, situada no município de Kovin.

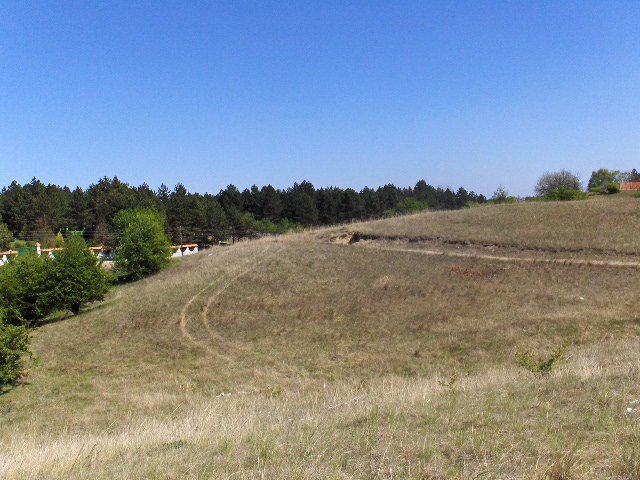
Terrenos Montanhosos em Deliblatska Peščara

Deliblatska Peščara é o maior terreno arenoso da Europa, uma vez que fez parte de um deserto pré-histórico. É originário da retirada do Mar Pannonian. Devido a floresta e parte adjacentes, foi considerado a ser Reserva Natural. Também é uma área de caça para caçadores que vem de países da Europa Ocidental.